# Beloning voor Betoonde Dapperheid in het Cheribonse
Op 15 december 1819 stelde Gouverneur-generaal Godert Alexander Gerard Philip baron van der Capellen van Nederlands-Indië een bijzondere onderscheiding in voor betoonde dapperheid tijdens onlusten in het Cheribonese.
Op 24 september 1817 had Koning Willem I der Nederlanden in een Koninklijk Besluit al een "zilveren streep over de whings te dragen" ingesteld. Deze streep, het Ereteken voor de Affaire van Lobenar genoemd herinnerde aan de inzet van het leger in Nederlands-Indië tijdens onlusten in het Cheribonsche in dat jaar.
De "twee in een cirkel geplaatste en over elkaar liggende op rood laken geborduurde sabels" werden aan soldaten, waaronder ook inheemse hulptroepen die de rust op Cheribon hadden hersteld, uitgereikt.
De koning was, zo wist de Gouverneur-generaal, niet te vinden voor het verlenen van ridderorden en medailles aan inlanders. Deze zouden, zo heette het in Den Haag, niet bij de kleding en de cultuur passen. De koning koos in voorkomende gevallen voor geschenken, krissen, een geldsom of de in 1818 ingestelde erepenningen. Een ereteken op het uniform was wél bespreekbaar. De Nederlands-Indische bestuurders mochten geen orden of medailles instellen maar zagen wel de mogelijkheid om distinctieven op uniformen in te stellen.